# Just a Girl (canción de The Pale Fountains)
«Just a Girl» es una canción interpretada por la banda británica The Pale Fountains. La canción fue publicada a finales de julio de 1982 como el lado B de «(There's Always) Something on My Mind», y alcanzó el puesto #25 en la lista de sencillos independientes del Reino Unido.

## Grabación y lanzamientos
La canción fue escrita por Michael Head, vocalista y guitarrista principal de The Pale Fountains. Producida por la banda y diseñada por Phil Bush, la canción fue grabada el 3 de junio de 1982 en los estudios Pluto en Manchester, Inglaterra.
«Just a Girl» fue publicado por primera vez el 30 de julio de 1982 por Operation Twilight como el lado B de «(There's Always) Something on My Mind». A pesar de no haber sido lanzado como lado A, «Just a Girl» se convirtió en un éxito moderado, alcanzando el puesto #25 en lista de sencillos independientes del Reino Unido. La canción no apareció en un ningún álbum de estudio de la banda hasta el álbum recopilatorio de Alemania Longshot for Your Love (1998). Una versión alternativa de la canción apareció como la duodécima canción del álbum. Esta versión estaba disponible únicamente en la edición de doble vinilo del lanzamiento de sencillo de «...From Across the Kitchen Table». La versión de Longshot for Your Love tiene un tiempo de ejecución un poco más corto—con una duración de 3 minutos y 20 segundos—así como elementos de música disco. El 22 de diciembre de 1999, la versión de Longshot for Your Love apareció por segunda ocasión, está vez como un bonus track en la reedición japonesa del álbum debut de la banda Pacific Street por Virgin Records. La versión original de «Just a Girl» apareció en el álbum recopilatorio de la banda Something on My Mind (2013), y en la caja recopilatoria de Cherry Red Records The Sun Shines Here: The Roots of Indie Pop 1980–1984 (2021). Interpretaciones en vivo de la canción—grababas en el Lido en Lovaina, Bélgica el 6 de octubre de 1982 y en el Salle Albert en Bruselas, Bélgica el 5 de octubre de 1982—fueron publicadas en el CD bonus de Something on My Mind.

## Créditos y personal
Créditos adaptados desde las notas de sencillo.
The Pale Fountains
- Michael Head – voz principal, guitarra acústica
- Christopher McCaffery – guitarra bajo
- Thomas Whelan – batería
- Andrew Diagram – trompeta

Músicos adicionales
- William Robinson – instrumento de cuerdas
- Nathan Baxter – percusión

Personal técnico
- The Pale Fountains – arreglos, producción
- Phil Bush – ingeniero de audio

## Posicionamiento
| Gráfica (1982)                             | Pico de posición |
| ------------------------------------------ | ---------------- |
| Reino Unido (UK Independent Singles Chart) | 25               |